# Penó de Sant Ferran
El Penó de Sant Ferran (en castellà Pendón de San Fernando) és una de les banderes històriques de la Corona de Castella
amb la qual Ferran III de Castella va prendre la ciutat de Sevilla el 1248.

## Història
En virtut de la Concòrdia de Benavente signada a la mort d'Alfons IX el 1230, s'uneixen en la persona de Ferran III de Castella les corones de Castella i de Lleó. En aquells dies, l'avanç de les seves tropes davant els musulmans havia arribat a l'alta Andalusia –ja eren cristianes les places d'Andújar, Martos i Baeza– i es disposava a penetrar amb les seves tropes al llarg de la vall del Guadalquivir.
En aquesta històrica bandera s'uneixen per primera vegada els símbols heràldics de Castella i de Lleó: sobre un drap carmesí amb tres castells d'or, se situa una caserna de plata amb el lleó porpra mirant a sinistra i no en la forma que posteriorment serà l'habitual (mirant a destra).
Aquesta disposició de les casernes, tres de Castella i un Lleó, es considerava un pas previ al definitiu penó de Castella i Lleó, on el camp queda quarterat en quatre espais, figurant en el primer i el quart el castell, i en el segon i el tercer el lleó. No obstant això en l'estudi realitzat per l'Institut Andalús de Patrimoni Històric amb motiu de la seva restauració, s'assevera que ja en aquest penó es representaven les quatre casernes dos a dos, i que per afegits i pedaços va quedar configurat en la seua disposició actual.
En qualsevol cas estem en l'origen de l'escut quarterat, usat a partir de llavors per a representar en un mateix blasó dos o més possessions, i també en l'origen de l'escut d'Espanya, ja que en les casernes inferiors s'aniran afegint posteriorment els altres regnes annexionats.
L'històric penó va ser usat en el llarg setge i posterior conquesta de Sevilla, conservant des de llavors en la seva catedral. Després de la canonització de Sant Ferran en 1671 adquireix condició de relíquia, juntament amb altres pertinences del monarca que es conserven en aquesta catedral, com la seva espasa Lobera o els esperons.
Per demanda d'Alfons X el Savi, la conquesta de Sevilla se celebra cada 23 de novembre amb processó i missa amb sermó a la catedral, a la qual assisteix l'Auxiliar o Alcalde de la Ciutat i el Consell o Ajuntament. En aquesta processó són portats amb màxim honor tant l'històric penó com l'espasa, juntament amb una relíquia de Sant Climent a causa de ser el sant titular del dia en què va tenir lloc la presa de la ciutat.
També és tradició que sigui portat pel Governador Militar de la plaça durant la processó del Corpus Christi de Sevilla, precedint l'efígie de Sant Ferran.
Fora d'aquestes ocasions particulars on és tradició usar, aquest model de bandera no té ús en l'actualitat. La seva evolució directa a les quatre casernes és l'actual bandera de Castella i Lleó.